# Планкарт, Эмиль
Эмиль Планкарт (нидерл. Emiel Planckaert; род. 22 октября 1996 в Кортрейке, Западная Фландрия, Бельгия) — бельгийский профессиональный  шоссейный велогонщик. Брат велогонщиков Батиста Планкарта (род. 1988) и Эдварда Планкарта (род. 1995).

## Достижения
2015
5-й Гонка солидарности и олимпийцев
2016
1-й Гран-при Марбрье
2017
7-й Тур де л'Изард
7-й Тур Бретани
10-й Гран-при Крикельона